# Leonhard Kuckart
Leonhard Kuckart (* 13. Januar 1932 in Schwelm; † 28. April 2020) war ein deutscher Politiker, Landtagsabgeordneter (CDU) und Vize der Senioren-Union.

## Leben und Beruf
Nach dem Schulbesuch mit dem Abschluss der mittleren Reife absolvierte er eine kaufmännische Lehre und war danach als kaufmännischer Angestellter tätig. 
Der CDU gehörte Kuckart ab 1961 an. Er war in zahlreichen Parteigremien tätig, so u. a. Vorsitzender des CDU-Kreisverbandes Ennepe-Ruhr, Landesvorsitzender der Senioren-Union der CDU Nordrhein-Westfalen und stellvertretender Bundesvorsitzender der Senioren-Union.

## Abgeordneter
Vom 29. Mai 1980 bis zum 1. Juni 2000 war Kuckart Mitglied des Landtags von Nordrhein-Westfalen. Er wurde jeweils über die Landesliste seiner Partei gewählt. 
Dem Rat der Stadt Schwelm gehörte er von 1961 bis 1980, dem Kreistag des Ennepe-Ruhr-Kreises von 1975 bis 1992 an.
Für sein jahrzehntelanges politisches Engagement überreichte Armin Laschet, Ministerpräsident von NRW, am 16. Januar 2019 das Verdienstkreuz am Bande des Verdienstordens der Bundesrepublik Deutschland an Leonhard Kuckart.

## Positionen
Kuckart forderte, dass die deutsche Sprache nicht nur im Unterricht, sondern auch auf den Schulhöfen Pflicht wird. Er wollte eine bundesweit einheitliche Regelung der Kultusminister: „Kein Kind darf mehr eingeschult werden, ohne die sprachlichen Mindestanforderungen zu erfüllen.“

## Familie
Leonhard Kuckart war Vater der Schriftstellerin Judith Kuckart. Er starb am 28. April 2020 in einem Pflegeheim bei Karlsruhe.